# PGC 1552027
LEDA/PGC 1552592 ist eine Spiralgalaxie vom Hubble-Typ S im Sternbild Herkules am Nordsternhimmel, die schätzungsweise 503 Millionen Lichtjahre von der Milchstraße entfernt ist. Die Galaxie gilt als Teil des Herkules-Haufens Abell 2151.
Im selben Himmelsareal befinden sich u. a. die Galaxien NGC 6053, NGC 6055, IC 1189, IC 1190.